# Jake Langlois
Jake Langlois (San Jose, 14 maggio 1992) è un pallavolista statunitense, schiacciatore dei Texas Tyrants.

## Carriera

### Club
La carriera di Jake Langlois inizia con la Brigham Young, dove muove i suoi primi passi nella pallavolo, partecipando alla NCAA Division I: fa parte dei Cougars dal 2014 al 2017, raggiungendo tre volte le Final 6 e due finali nazionali, ricevendo inoltre diversi riconoscimenti individuali.
Nella stagione 2017-18 viene ingaggiato dal Milano, nella Superlega italiana, dove inizia la carriera professionistica, mentre nella stagione seguente gioca in Polonia col Będzin, in Polska Liga Siatkówki.
Per il campionato 2019-20 si accasa coi Woori Card Wibee, nella V-League sudcoreana, venendo tuttavia tagliato senza mai aver partecipato ad alcuna competizione; torna quindi in campo in occasione dello NVA Showcase 2020, a cui partecipa con gli Utah Stingers conquistando il torneo e venendo premiato come MVP e miglior schiacciatore.
Dopo due annate con gli Stingers, passa ai Texas Tyrants per disputare la NVA 2022.

### Nazionale
Nel 2016 fa il suo esordio nella nazionale statunitense in occasione della Coppa panamericana, mentre due anni dopo vince la medaglia di bronzo al campionato mondiale 2018.

## Palmarès

### Club
- NVA Showcase: 1

2020

### Premi individuali
- 2016 - All-America Second Team
- 2016 - Division I NCAA statunitense: University Park National All-Tournament Team
- 2017 - All-America Second Team
- 2020 - NVA Showcase: MVP
- 2020 - NVA Showcase: Miglior schiacciatore